# Komárom
Komárom este un oraș în districtul Komárom, județul Komárom-Esztergom, Ungaria, având o populație de 18.984 de locuitori (2011). 
Orașul Komárom s-a aflat până în 1918 pe ambele maluri ale Dunării, dar odată cu destrămarea Austro-Ungariei partea de pe malul stâng (nordic) a intrat sub numele Komárno în componența noului stat Cehoslovacia, în timp ce partea de pe malul drept (sudic) a rămas sub vechiul nume în componența Ungariei. Dunărea, care separa odată cele două părți ale orașului, a devenit frontieră de stat între Ungaria și Cehoslovacia, iar apoi între Ungaria și Slovacia.

## Demografie
Componența etnică a orașului Komárom
     Maghiari (96,32%)
     Necunoscut (0,71%)
     Alții (2,98%)
Componența confesională a orașului Komárom
     Romano-catolici (29,17%)
     Fără religie (19,05%)
     Reformați (15,57%)
     Atei (1,54%)
     Luterani (1,15%)
     Necunoscută (33,16%)
     Alte religii (1,75%)
Conform recensământului din 2011, orașul Komárom avea 18.984 de locuitori. Din punct de vedere etnic, majoritatea locuitorilor (96,32%) erau maghiari. Apartenența etnică nu este cunoscută în cazul a 0,71% din locuitori. Nu există o religie majoritară, locuitorii fiind romano-catolici (29,17%), persoane fără religie (19,05%), reformați (15,57%), atei (1,54%) și luterani (1,15%). Pentru 33,16% din locuitori nu este cunoscută apartenența confesională.

## Personalități născute aici
- Péter Szijjártó (n. 1978), politician, ministru al Afacerilor externe.

## Vezi și
- Cutremurul din Komárom din 1763